# Sapotaceae
Sapotacées
Famille
Classification APG III (2009)
Sous-familles de rang inférieur
- Chrysophylloideae
- Sapotoideae
- Sarcospermatoideae

Synonymes
Selon GBIF (17 mai 2022)
- Achradaceae
- Boerlagellaceae
- Bumeliaceae
- Sarcospermataceae

Les Sapotacées (Sapotaceae) sont une famille de plantes à fleurs dicotylédones de l'ordre des Éricales, selon la classification phylogénétique, qui comprend approximativement 1 273 à 2 035 espèces réparties en 54 à 313 genres.
Ce sont des arbres ou des arbustes à feuilles persistantes des zones tropicales. Ils sont en général munis de laticifères (glandes à latex).

## Étymologie
Le nom vient de Sapota, forme latinisée du mot tsapotl, en langue nahuatl, un des noms aztèque pour signifier « fruit doux et comestible », que les espagnols ont dérivé en  zapote (es) et utilisent comme nom vernaculaire pour désigner divers fruits tropicaux et subtropicaux charnus appartenant à plusieurs familles botaniques de Mésoamérique, du nord de l’Amérique du Sud et des Caraïbes.
La nomenclature botanique n’a pas retenu le nom Sapota au profit du genre Manilkara, de sorte que la famille ne porte pas un nom dérivé d’un des genres qu’elle contient. Le nom sapota a cependant été conservé comme épithète spécifique des espèces Manilkara zapota et Pouteria sapota.

## Classification
La classification phylogénétique place cette famille dans l'ordre des Ericales.
L'inclusion dans les Sapotaceae de l'hypothétique famille des Boerlagellaceae, arbres originaires de Malaisie, autrefois incertaine, a été confirmée par des analyses génétiques ; le genre Boerlagella (en) est ainsi devenu synonyme du genre Planchonella (en).

## Quelques genres
Dans cette famille on peut remarquer les genres :
- Manilkara, avec le sapotillier (Manilkara zapota), qui donne les sapotilles ;
- Pouteria, qui donne les sapotes et les lucumas ;
- Chrysophyllum, avec Chrysophyllum cainito, qui donne la pomme de lait ;
- Vitellaria avec le karité dont les noix fournissent le « beurre de karité » ;
- Palaquium avec la Palaquium gutta, une des espèces dont on extrait la gutta-percha ;
- Tieghemella avec le makoré (Tieghemella heckelii) au bois réputé ;
- Argania avec l'arganier (Argania spinosa) dont les fruits donnent l'huile d'argan.

Des genres de Nouvelle-Calédonie :
- Corbassona (Endémique de Nouvelle-Calédonie)
- Leptostylis
- Ochrothallus
- Pycnandra
- Sebertia
- Trouettia

## Liste des genres
Selon GBIF (18 mai 2022) :
- Amorphospermum F.Muell. - 1 espèce
- Arganioxylon E.Biondi, 1981
- Arnoldoschultzea Mildbr. - 1 espèce
- Aubletella Pierre - 1 espèce
- Aubregrinia Heine - 1 espèce
- Aulandra H.J.Lam - 3 espèces
- Autranella A.Chev. - 1 espèce
- Baillonella Pierre - 3 espèces
- Bemangidia L.Gaut. - 1 espèce
- Boerlagella H.J.Lam, 1925
- Boerlagella Pierre ex Cogn., 1891 - 1 espèce
- Breviea Aubrév. & Pellegr.  - 1 espèce
- Bumelia Sw., 1788 - 20 espèces
- Burckella Pierre - 19 espèces
- Capurodendron Aubrév. - 31 espèces
- Chromolucuma Ducke - 5 espèces
- Chrysophylloxylon N.Awasthi, 1977
- Chrysophyllum L. - 136 espèces
- Delpydora Pierre - 2 espèces
- Diploknema Pierre - 10 espèces
- Diploön Cronquist - 1 espèce
- Donella Pierre ex Baill.  - 21 espèces
- Eberhardtia Lecomte - 3 espèces
- Ecclinusa Mart. - 13 espèces
- Elaeoluma Baill. - 5 espèces
- Englerophytum K.Krause - 28 espèces
- Eoachras E.W.Berry, 1915 - 1 espèce
- Faucherea Lecomte - 12 espèces
- Galactoxylum Pierre ex L.Planch.
- Gambeya Pierre - 2 espèces
- Gluema Aubrév. & Pellegr.  - 2 espèces
- Guapea Endl.
- Illipophyllum Kräusel & Weyland, 1959 - 1 espèce
- Inhambanella Dubard - 3 espèces
- Isonanadrophyllum Geyler, 1887
- Isonandra Wight - 19 espèces
- Isonandrophyllum H.T.Geyleron Nordenskiöld, 1887
- Kaikoraia W.R.B.Oliver, 1936 - 1 espèce
- Labatia Mart., 1827 - 3 espèces
- Labourdonnaisia Bojer - 10 espèces
- Labramia A.DC. - 12 espèces
- Lecomtedoxa Dubard - 6 espèces
- Letestua Lecomte - 1 espèce
- Madhuca Buch.-Ham. ex J.F.Gmel.  - 138 espèces
- Madhucoxylon U.Prakash & P.P.Tripathi, 1977
- Magodendron Vink - 2 espèces
- Manilkara Adans. - 177 espèces
- Manilkaroxylon E.Hofmann, 1948
- Mastichodendron R.Hedw., 1806
- Micropholis (Griseb.) Pierre - 48 espèces
- Mimusops L. - 87 espèces
- Neohemsleya T.D.Penn. - 1 espèce
- Neolemonniera Heine - 3 espèces
- Niemeyera  - 3 espèces
- Niemeyera F.Muell. - 1 espèce
- Northia Hook.f. - 1 espèce
- Ochratellus Pierre ex L.Planch.
- Ochrothallus Pierre - 1 espèce
- Olynia Steud.
- Omphalocarpum P.Beauv. - 49 espèces
- Pachystela Pierre, 1899 - 3 espèces
- Palaeosideroxylon N.Grambast-Fessard, 1968
- Palaquiophyllum H.Weyland & K.Kilpper, 1963 - 1 espèce
- Palaquium Blanco - 146 espèces
- Payena A.DC. - 30 espèces
- Phebolitis
- Pichonia Pierre - 13 espèces
- Pilimparicutis W.Schneider, 1969 - 1 espèce
- Piresodendron Aubrév., 1963
- Planchonella Pierre - 137 espèces
- Pleioluma (Baill.) Baehni - 46 espèces
- Pouteria Aubl. - 308 espèces
- Pouterlabatia E.W.Berry, 1938 - 1 espèce
- Pradosia Liais - 32 espèces
- Pycnandra Benth. - 69 espèces
- Sapotaceoidaepollenites R.Potonié, P.W.Thomson & R.Potinié ex R.Potonié, - 1 espèce
- Sapotacites Ettingshausen, 1853 - 1 espèce
- Sapoteites C.J.Andrä, 1855 - 1 espèce
- Sapoticarpum E.M.Reid & M.E.J.Chandler, 1933 - 1 espèce
- Sapotispermum E.M.Reid & M.E.J.Chandler, 1933 - 1 espèce
- Sapotophyllum Velenovsky, 1889 - 1 espèce
- Sapotoxylon Felix, 1882 - 1 espèce
- Sarcaulis Radlk. - 1 espèce
- Sarcaulus Radlk. - 8 espèces
- Sarcorhyna C.Presl
- Sarcorhyna K.B.Presl, 1845
- Sarcosperma Hook.f. - 20 espèces
- Scleroxylon Bertol. - 2 espèces
- Sersalisia R.Br. - 5 espèces
- Siderinium U.Prakash & N.Awasthi, 1970 - 1 espèce
- Siderophyllum Kräusel & Weyland, 1959 - 1 espèce
- Sideroxylon L. - 185 espèces
- Spiniluma (Baill.) Aubrév. - 3 espèces
- Spiniluma Baill.
- Synsepalum (A.DC.) Daniell - 82 espèces
- Tieghemella Pierre - 4 espèces
- Tridesmostemon Engl. - 4 espèces
- Tsebona Capuron - 1 espèce
- Van-royena Aubrév. - 1 espèce
- Verlangia Neck., 1790
- Vidoricum Rumph. - 1 espèce
- Vitellaria C.F.Gaertn. - 6 espèces
- Vitellariopsis (Baill.) Dubard - 5 espèces
- Xantolis Raf. - 19 espèces

Selon World Flora Online (WFO) (18 mai 2022) :
- Argania Roem. & Schult.
- Aubregrinia Heine
- Aulandra H.J. Lam
- Autranella A. Chev.
- Baillonella Pierre
- Beccariella Pierre
- Boerlagella Cogn.
- Burckella Pierre
- Capurodendron Aubrév.
- Chromolucuma Ducke
- Chrysophyllum L.
- Delpydora Pierre
- Diploknema Pierre
- Diploon Cronquist
- Eberhardtia Lecomte
- Ecclinusa Mart.
- Elaeoluma Baill.
- Englerophytum K. Krause
- Faucherea Lecomte
- Gluema Aubrév. & Pellegr.
- Inhambanella (Engl.) Dubard
- Isonandra Wight
- Labourdonnaisia Bojer
- Labramia A. DC.
- Lecomtedoxa (Pierre ex Engl.) Dubard
- Leptostylis Benth.
- Letestua Lecomte
- Madhuca Ham. ex J.F. Gmel.
- Magodendron Vink
- Manilkara Adans.
- Micropholis (Griseb.) Pierre
- Mimusops L.
- Neohemsleya T.D. Penn.
- Neolemonniera Heine
- Niemeyera F. Muell.
- Northia Hook. f.
- Omphalocarpum P. Beauv.
- Palaquium Blanco
- Payena A. DC.
- Pichonia Pierre
- Planchonella Pierre
- Pouteria Aubl.
- Pradosia Liais
- Pycnandra Benth.
- Sarcaulus Radlk.
- Sarcosperma Hook. f.
- Sersalisia R. Br.
- Sideroxylon L.
- Sinosideroxylon (Engl.) Aubrév.
- Stisseria
- Synsepalum (A. DC.) Daniell
- Tieghemella Pierre
- Tridesmostemon Engl.
- Tsebona Capuron
- Van-royena Aubrév.
- Vitellaria C.F. Gaertn.
- Vitellariopsis Baill. ex Dubard
- Xantolis Raf.
- Zeyherella (Pierre ex Baill.) Aubrév. & Pellegr.

Selon Tropicos (18 mai 2022) (Attention liste brute contenant possiblement des synonymes) :
- Abebaia Baehni (1964)
- Achradelpha O.F. Cook (1913)
- Achradotypus Baill. (1890)
- Achras L. (1753)
- Achrouteria Eyma (1936)
- Aesandra Pierre ex L. Planch. (1890)
- Afrosersalisia A. Chev. (1943)
- Aisandra Airy Shaw (1963)
- Albertisiella Pierre ex Aubrév. (1964)
- Ambianella Willis (1931)
- Amorphospermum F. Muell. (1870)
- Aningeria Aubrév. & Pellegr. (1934)
- Aningueria Aubrév. & Pellegr. (1936)
- Apoia Merr. (1921)
- Apterygia Baehni (1964)
- Argan Dryand. (1794)
- Argania Roem. & Schult. (1819)
- Arnanthus Baehni (1964)
- Arnoldoschultzea Mildbr. (1922)
- Aubletella Pierre (1891)
- Aubregrinia Heine (1960)
- Aulandra H.J. Lam (1927)
- Austrogambeya Aubrév. & Pellegr. (1961)
- Austromimusops A. Meeuse (1960)
- Autranella A. Chev. (1917)
- Auzuba Plum. ex Lam. (1811)
- Azaola Blanco (1837)
- Baillonella Pierre (1890)
- Bakeriella Pierre ex Dubard (1911)
- Bakerisideroxylon (Engl.) Engl. (1904)
- Barylucuma Ducke (1925)
- Bassa Cothen. (1790)
- Bassia J. Koenig ex L. (1771)
- Beauvisagea Pierre (1890)
- Beccariella Pierre (1890)
- Beccarimnea Pierre (1903)
- Bemangidia L. Gaut. (2013)
- Bequaertiodendron De Wild. (1919)
- Binectaria Forssk. (1775)
- Blabeia Baehni (1964)
- Boerlagella Cogn. (1891)
- Boerlagia Pierre (1890)
- Boivinella (Pierre ex Baill.) Pierre ex Aubrév. & Pellegr. (1958)
- Bracea King (1896 [1895])
- Breviea (Baehni) Aubrév. & Pellegr. (1934)
- Bumelia Sw. (1788)
- Burckella Pierre (1890)
- Bureavella Pierre (1890)
- Butyrospermum Kotschy (1865)
- Cacosmanthus de Vriese (1856)
- Cacosmanthus Miq. (1859)
- Cainito Plum. ex Adans. (1763)
- Caleatia Mart. ex Steud. (1841)
- Calocarpum Pierre (1897)
- Calocarpum Pierre & Urb. (1904)
- Calospermum Pierre (1890)
- Calvaria C.F. Gaertn. (1806)
- Capurodendron Aubrév. (1962)
- Caramuri Aubrév. & Pellegr. (1961)
- Cassidispermum Hemsl. (1892)
- Cassidospermum Post & Kuntze (1903)
- Ceratephorus de Vriese (1856)
- Ceratophorus Miq. (1859)
- Ceratophorus Hassk. (1855)
- Chaetocarpus Schreb. (1789)
- Chelonespermum Hemsl. (1892)
- Chelonospermum Post & Kuntze (1903)
- Chiclea Lundell (1976)
- Chloroluma Baill. (1892 [1891])
- Chlorophyllum Liais (1872)
- Choetocarpus Cothen. (1790)
- Chorioluma Baill. (1891)
- Chromolucuma Ducke (1925)
- Chrysophyllum L. (1753)
- Clavaria Steud. (1821)
- Corbassona Aubrév. (1967)
- Cornuella Pierre (1891)
- Crepinodendron Pierre (1890)
- Croixia Pierre (1890)
- Cryptogyne Hook. f. (1876)
- Cynodendron Baehni (1964)
- Dactimala Raf. (1838)
- Daphniluma Baill. (1890)
- Dasillipe Dubard (1913)
- Dasyaulus Thwaites (1854 [1860])
- Decateles Raf. (1838)
- Delastrea A. DC. (1844)
- Delpydora Pierre (1897)
- Delpydora A. Chev. (1917)
- Dichopsis Thwaites (1854 [1860])
- Dipholis A. DC. (1844)
- Diplocnema Post & Kuntze (1903)
- Diploknema Pierre (1884)
- Diploon Cronquist (1946)
- Discoluma Baill. (1892 [1891])
- Dithecoluma Baill. (1891)
- Donella Pierre ex Baill. (1891)
- Dumoria A. Chev. (1907)
- Eberhardtia Lecomte (1920)
- Ecclimusa Mart. ex A. DC. (1844)
- Ecclinusa Mart. (1839)
- Edgeworthia Falc. (1842)
- Eglerodendron Aubrév. & Pellegr. (1961 [1962])
- Eichleria M.M. Hartog (1878)
- Elaeoluma Baill. (1892 [1891])
- Elengi Adans. (1763)
- Endotricha Aubrév. & Pellegr. (1935)
- Englerella Pierre (1891)
- Englerophytum K. Krause (1914)
- Epiluma Baill. (1891 [1892])
- Eremoluma Baill. (1891)
- Eremoluma Baill. (1892 [1891])
- Faucherea Lecomte (1920)
- Fibocentrum Pierre & Glaz. (1910)
- Fibrocentrum Pierre
- Fibrocentrum Pierre ex Glaz. (1910)
- Fontbrunea Pierre (1890)
- Franchetella Pierre (1890)
- Galactoxylon Pierre (1890)
- Gambeya Pierre (1891)
- Gambeyobotrys Aubrév. (1972)
- Ganua Pierre ex Dubard (1908)
- Gayella Pierre (1890)
- Gluema Aubrév. & Pellegr. (1935)
- Glycoxylon Ducke (1922)
- Gomphiluma Baill. (1892 [1891])
- Guapeba Gomes (1812)
- Guapebeira Gomes (1812)
- Guersentia Raf. (1838)
- Gymnoluma Baill. (1892 [1891])
- Hapaloceras Hassk. (1859)
- Heteromera Montrouz. ex Beauvis. (1901)
- Hormogyne A. DC. (1844)
- Hornschuchia Spreng. (1822)
- Ichthyophora Baehni (1964)
- Illipe J. Koenig ex Gras (1864)
- Illipe F. Muell. (1884)
- Imbricaria Comm. ex Juss. (1789)
- Inhambanella (Engl.) Dubard (1915)
- Isonandra Wight (1840)
- Iteiluma Baill. (1890)
- Ituridendron De Wild. (1926)
- Jollya Pierre ex Baill. (1892)
- Kakosmanthus Hassk. (1855)
- Kantou Aubrév. & Pellegr. (1957)
- Kaukenia Kuntze (1891)
- Keratephorus Hassk. (1855)
- Krausella H.J. Lam (1931)
- Krugella Pierre (1891)
- Labatia Sw. (1788)
- Labourdonnaisia Bojer (1841)
- Labourdonneia Bojer (1837)
- Labramia A. DC. (1844)
- Lasersisia Liben (1991)
- Lecomtedoxa (Pierre ex Engl.) Dubard (1914)
- Lecomteodoxa Dub. (1915)
- Leioluma Baill. (1892 [1891])
- Le-monniera Lecomte ex Baehni (1938)
- Le-monniera Lecomte (1918)
- Leptostylis Benth. (1876)
- Letestua Lecomte (1920)
- Lolanara Raf. (1836 [1837])
- Lucuma Molina (1782)
- Lyciodes Kuntze (1891)
- Madhuca Ham. ex J.F. Gmel. (1791)
- Maesoluma Baill. (1890)
- Magodendron Vink (1957)
- Mahea Pierre (1890)
- Mahea Pierre ex L. Planch. (1888)
- Malacantha Pierre (1891)
- Manilkara Adans. (1763)
- Manilkariopsis (Gilly) Lundell (1975)
- Martiusella Pierre (1891)
- Mastichodendron (Engl.) H.J. Lam (1939)
- Meioluma Baill. (1891)
- Micadania R. Br. (1826)
- Microluma Baill. (1892 [1891])
- Micropholis (Griseb.) Pierre (1891)
- Mimusops L. (1753)
- Mixandra Pierre ex L. Planch. (1888)
- Mixandra Pierre (1890)
- Monotheca A. DC. (1844)
- Mopania Lundell (1978)
- Murianthe (Baill.) Aubrév. (1963)
- Muriea M.M. Hartog (1878)
- Murieanthe Aubrév. (1963)
- Myrsiniluma Baill. (1891)
- Myrtiluma Baill. (1892 [1891])
- Nemaluma Baill. (1892 [1891])
- Neoboivinella Aubrév. & Pellegr. (1959)
- Neohemsleya T.D. Penn. (1991)
- Neolabatia Aubrév. (1972)
- Neolemonniera Heine (1960)
- Neopometia Aubrév. (1961)
- Neoxythece Aubrév. & Pellegr. (1961)
- Nesoluma Baill. (1891)
- Niemeyera F. Muell. (1870)
- Nispero Aubrév. (1965)
- Nogo Baehni (1964)
- Northia Hook. f. (1884)
- Northiopsis Kaneh. (1933)
- Nycterisition Schrad. (1799)
- Nycterisition Ruiz & Pav. (1794)
- Nycterisitium Steud. (1821)
- Nycteristition Blume (1825 [1826])
- Nzidora A. Chev. (1951)
- Ochroluma Baill. (1890)
- Ochrothallus Pierre ex Planch. (1888)
- Ochrothallus Pierre ex Baill. (1891)
- Omphalocarpum P. Beauv. (1800)
- Oxythece Miq. (1863)
- Pachystela Pierre ex Radlk. (1899)
- Pachystela Pierre ex Engl. (1904)
- Palaquium Blanco (1837)
- Paralabatia Pierre (1890)
- Paramicropholis Aubrév. & Pellegr. (1961 [1962])
- Passaveria Mart. & Eichler (1863)
- Payena A. DC. (1844)
- Payenia Post & Kuntze (1903)
- Peronia R. Br. (1832)
- Peteniodendron Lundell (1976)
- Peuceluma Baill. (1890)
- Phlebolithis Gaertn. (1788)
- Phlebolithris Steud. (1821)
- Pichonia Pierre (1890)
- Pierreodendron A. Chev. (1917)
- Piresodendron Aubrév. (1963)
- Piresodendron Aubrév. ex Le Thomas (1983)
- Planchonella Pierre (1890)
- Platyluma Baill. (1892 [1891])
- Pleioluma (Baill.) Baehni (1965)
- Podoluma Baill. (1892 [1891])
- Poissonella Pierre (1890)
- Pometia Vell. (1825)
- Pouteria Aubl. (1775)
- Pradosia Liais (1872)
- Prieurella Pierre (1891)
- Protezia Neck. (1790)
- Prozetia Neck. (1790)
- Pseudoboivinella Aubrév. & Pellegr. (1960 [1961])
- Pseudocladia Pierre (1891)
- Pseudolabatia Aubrév. & Pellegr. (1961 [1962])
- Pseudopachystela Aubrév. & Pellegr. (1960 [1961])
- Pseudoxythece Aubrév. (1972)
- Pycnandra Benth. (1876)
- Pyriluma (Baill.) Aubrév. (1967)
- Radia Noronha (1790)
- Radlkoferella Pierre (1890)
- Ragala Pierre (1891)
- Reptonia A. DC. (1844)
- Rhamnoluma Baill. (1891)
- Rhamnoluma Baill. (1890)
- Richardella Pierre (1890)
- Robertia Scop. (1777)
- Robertsia Endl. (1839)
- Roemeria Thunb. (1798)
- Rogeonella A. Chev. (1943)
- Rostellaria C.F. Gaertn. (1807)
- Sandwithiodoxa Aubrév. & Pellegr. (1961 [1962])
- Sapota Mill. (1754)
- Sapota Plum. ex Mill. (1771)
- Sarcaulus Radlk. (1882)
- Sarcorhyna C. Presl (1845)
- Sarcosperma Hook. f. (1876)
- Schefferella Pierre (1890)
- Sclerocladus Raf. (1838)
- Scleroxylon Bertol. (1857)
- Sclerozus Raf. (1840)
- Sebertia Pierre ex Engl. (1897)
- Semicipium Pierre (1890)
- Sersalisia R. Br. (1810)
- Shaferodendron Gilly (1942)
- Siderocarpus Pierre ex L. Planch. (1888)
- Siderocarpus Pierre (1890)
- Sideroxilon Duhamel (1755)
- Sideroxylon L. (1753)
- Sideroxylum Mill. (1754)
- Sinosideroxylon (Engl.) Aubrév. (1963 [1963])
- Spiniluma (Baill.) Aubrév. (1963)
- Spondogona Raf. (1838)
- Sprucella Pierre (1890)
- Stephanoluma Baill. (1892 [1891])
- Stironeurum Radlk. ex De Wild. & T. Durand (1899)
- Stisseria Scop. (1777)
- Syderoxylon Cramer (1803)
- Synarrhena Fisch. & C.A. Mey. (1841)
- Synsepalum Baill. (1891)
- Synsepalum (A. DC.) Daniell (1852)
- Syzygiopsis Ducke (1925)
- Tatina Raf. (1840)
- Tieghemella Pierre (1890)
- Tisserantiodoxa Aubrév. & Pellegr. (1957)
- Treubella Pierre (1890)
- Tridesmostemon Engl. (1905)
- Tropalanthe S. Moore (1921)
- Trouettia Pierre ex Baill. (1891)
- Tsebona Capuron (1962)
- Tulestea Aubrév. & Pellegr. (1960)
- Urbanella Pierre (1890)
- Vanderystia De Wild. (1926)
- Van-royena Aubrév. (1964)
- Verlangia Neck. ex Raf. (1838)
- Vidoricum Kuntze (1891)
- Villocuspis (A. DC.) Aubrév. & Pellegr. (1961)
- Vincentella Pierre (1891)
- Vitellaria C.F. Gaertn. (1807)
- Vitellariopsis Baill. ex Dubard (1915)
- Walkeria A. Chev. (1946)
- Wildemaniodoxa Aubrév. & Pellegr. (1960)
- Woikoia Baehni (1965)
- Wokoia Baehni (1964)
- Xantolis Raf. (1838)
- Zeyherella (Pierre ex Baill.) Aubrév. & Pellegr. (1958)

Selon World Checklist of Selected Plant Families (WCSP) (30 juin 2010) :
- Argania Roem. & Schult. (1819)
- Aubregrinia Heine (1960)
- Aulandra H.J.Lam (1927)
- Autranella A.Chev., Veg. Ut. Afr. Trop. Franç. 9: 268, 271 (1917)
- Baillonella Pierre (1890)
- Beccariella Pierre (1890)
- Boerlagella Cogn. (1891)
- Breviea Aubrév. & Pellegr. (1934 publ. 1935)
- Burckella Pierre (1890)
- Capurodendron Aubrév., Adansonia, n.s. (1962)
- Chromolucuma Ducke (1925)
- Chrysophyllum L. (1753)
- Delpydora Pierre (1896)
- Diploknema Pierre (1884)
- Diploon Cronquist (1946)
- Eberhardtia Lecomte (1920)
- Ecclinusa Mart. (1939)
- Elaeoluma Baill. (1892)
- Englerophytum K.Krause (1914)
- Faucherea Lecomte (1920)
- Gluema Aubrév. & Pellegr. (1934 publ. 1935)
- Inhambanella Dubard (1915)
- Isonandra Wight (1840)
- Labourdonnaisia Bojer (1841)
- Labramia A.DC. (1844)
- Lecomtedoxa Dubard (1914)
- Leptostylis Benth. (1876)
- Letestua Lecomte (1920)
- Madhuca Buch.-Ham. ex J.F.Gmel. (1791)
- Magodendron Vink, Nova Guinea, n.s. (1957)
- Manilkara Adans. (1763)
- Micropholis (Griseb.) Pierre (1890)
- Mimusops L. (1753)
- Neohemsleya T.D.Penn. (1991)
- Neolemonniera Heine (1960)
- Niemeyera F.Muell. (1870)
- Northia Hook.f. (1884)
- Omphalocarpum P.Beauv. (1801)
- Palaquium Blanco (1837)
- Payena A.DC. (1844)
- Pichonia Pierre (1890)
- Planchonella Pierre (1890)
- Pouteria Aubl. (1775)
- Pradosia Liais (1872)
- Pycnandra Benth. (1876)
- Sarcaulus Radlk. (1882)
- Sarcosperma Hook.f. (1876)
- Sersalisia R.Br. (1810)
- Sideroxylon L. (1753)
- Synsepalum (A.DC.) Daniell (1852)
- Tieghemella Pierre (1890)
- Tridesmostemon Engl. (1905)
- Tsebona Capuron, Adansonia, n.s. (1962)
- Van-royena Aubrév., Adansonia, n.s. (1963)
- Vitellaria C.F.Gaertn. (1807)
- Vitellariopsis (Baill.) Dubard (1915)
- Xantolis Raf. (1838)

Selon Angiosperm Phylogeny Website (30 juin 2010) :
- Argania
- Aubregrinia
- Aulandra
- Autranella
- Baillonella
- Breviea
- Burckella
- Capurodendron
- Chromolucuma
- Chrysophyllum
- Delpydora
- Diploknema
- Diploon
- Eberhardtia
- Ecclinusa
- Elaeoluma
- Englerophytum
- Faucherea
- Gluema
- Inhambanella
- Isonandra
- Labourdonnaisia
- Labramia
- Lecomtedoxa
- Leptostylis
- Letestua
- Madhuca
- Magodendron
- Manilkara
- Micropholis
- Mimusops
- Neohemsleya
- Neolemonniera
- Nesoluma
- Niemeyera
- Northia
- Omphalocarpum
- Palaquium
- Payena
- Pichonia
- Pouteria
- Pradosia
- Pycnandra
- Sarcaulus
- Sarcosperma
- Sideroxylon
- Synsepalum
- Tieghemella
- Tridesmostemon
- Tsebona
- Vitellaria
- Vitellariopsis
- Xantolis

Selon NCBI (30 juin 2010) :
- Argania
- Aubregrinia
- Autranella
- Baillonella
- Beccariella
- Breviea
- Burckella
- Capurodendron
- Chromolucuma
- Chrysophyllum
- Corbassona
- Delpydora
- Diploknema
- Diploon
- Eberhardtia
- Ecclinusa
- Elaeoluma
- Englerophytum
- Faucherea
- Inhambanella
- Iteiluma
- Labramia
- Lecomtedoxa
- Leptostylis
- Letestua
- Madhuca
- Magodendron
- Manilkara
- Micropholis
- Mimusops
- Monotheca
- Neohemsleya
- Neolemonniera
- Nesoluma
- Niemeyera
- Northea
- Ochrothallus
- Omphalocarpum
- Palaquium
- Payena
- Pichonia
- Planchonella
- Pouteria
- Pradosia
- Pycnandra
- Sarcaulus
- Sarcosperma
- Sebertia
- Sersalisia
- Sideroxylon
- Synsepalum
- Tieghemella
- Trouettia
- Van-royena
- Vitellaria
- Vitellariopsis
- Xantolis

Selon DELTA Angio (30 juin 2010) :
- Achras
- Argania
- Aubregrinia
- Aulandra
- Autranella
- Baillonella
- Breviea
- Bumelia
- Burckella
- Butyrospermum
- Calocarpum
- Capurodendron
- Chromolucuma
- Chrysophyllum
- Delpydora
- Dipholis
- Diploknema
- Diploon
- Eberhardtia
- Ecclinusa
- Elaeoluma
- Englerophytum
- Faucherea
- Gluema
- Inhambanella
- Isonandra
- Labourdonnaisia
- Labramia
- Lecomtedoxa
- Leptostylis
- Letestua
- Madhuca
- Manilkara
- Micropholis
- Mimusops
- Neohemsleya
- Neolemonniera
- Nesoluma
- Niemeyera
- Northia
- Omphalocarpum
- Palaquium
- Payena
- Pichonia
- Pouteria
- Pradosia
- Pycnandra
- Sarcaulus
- Sideroxylon
- Tieghemella
- Tridesmostemon
- Tsebona
- Vitellaria
- Vitellariopsis
- Xantolis

Selon ITIS (30 juin 2010) :
- Aesandra Pierre
- Baillonella Pierre
- Bumelia
- Chrysophyllum L.
- Cynodendron
- Dipholis
- Madhuca Buch.-Ham. ex J. F. Gmelin
- Manilkara Adans.
- Mastichodendron
- Micropholis
- Micropholis (Griseb.) Pierre
- Mimusops L.
- Nesoluma Baill.
- Nesoluna
- Palaquium Blanco
- Planchonella
- Pouteria Aubl.
- Sapota Miller
- Sideroxylon L.
- Synsepalum (A. DC.) Daniell
- Vitellaria Gaertner f.